# Sultan Naga Dimaporo

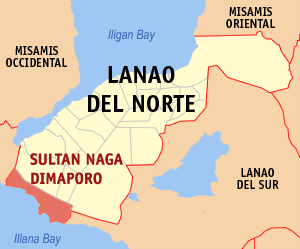
Bản đồ Lanao del Norte với vị trí của Sultan Naga Dimaporo

Sultan Naga Dimaporo (Karomatan) là một đô thị hạng 4 ở tỉnh Lanao del Norte, Philippines. Theo điều tra dân số năm 2007, đô thị này có dân số 46.004 người.

## Các đơn vị hành chính
Sultan Naga Dimaporo được chia ra 37 barangay.
| - Bangaan - Bangko - Bansarvil II - Bauyan - Cabongbongan - Calibao - Calipapa - Calube - Campo Islam - Capocao - Dableston - Dalama - Dangolaan - Ditago | - Ilian - Kauswagan - Kirapan - Koreo - Lantawan - Mabuhay - Maguindanao - Mahayahay - Mamagum - Mina - Pandanan - Payong - Piraka | - Pikalawag - Pikinit - Poblacion - Ramain - Rebucon - Sigayan - Sugod - Tagulo - Tantaon - Topocon |